# بورتريه رجل
بورتريه رجل هو من الأعمال الأولى للرسام الإيطالي رافائيل في عصر النهضة، رسمها حوالي 1500-1504. وقد نُسبت في السابق إلى هانز هولباين وبيروجينو. وهي الآن موجودة في جاليريا بورغيزي في روما.

## ملحوظات
1. 1 2 3 4   http://www.galleriaborghese.beniculturali.it/it/opera/ritratto-di-uomo-1. {{استشهاد ويب}}: |url= بحاجة لعنوان (مساعدة) والوسيط |title= غير موجود أو فارغ (من ويكي بيانات) (مساعدة)
2. ↑  Rosenberg 1906، صفحة 4.